# Ecorregión de agua dulce Uruguay superior
La ecorregión de agua dulce Uruguay superior (en  inglés Upper Uruguay) (333) es una georregión ecológica acuática continental situada en el centro-este de América del Sur. Se la incluye en la ecozona Neotropical.

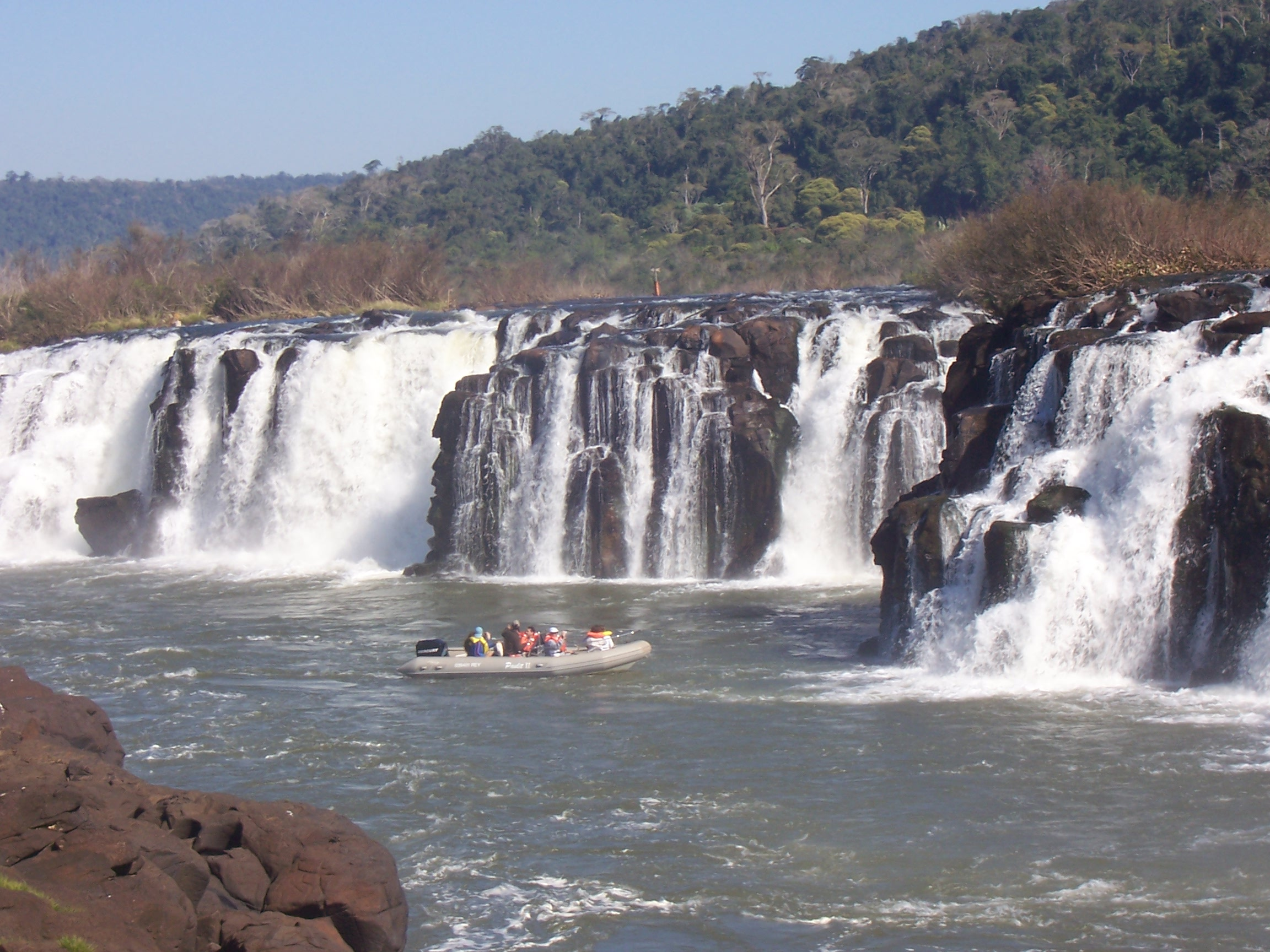
Las aguas del río Uruguay está divididas por los saltos del Moconá, los que constituyen el límite entre las ecorregiones de agua dulce Uruguay superior e inferior.

## Distribución
Se distribuye en la cuenca del tramo superior del río Uruguay, en los estados de Santa Catarina y Río Grande del Sur, en el sur del Brasil, y en el extremo nordeste de la Argentina, en la provincia de Misiones.
Los saltos del Moconá constituyen el límite entre esta ecorregión de agua dulce y la que se encuentra inmediatamente aguas abajo, la ecorregión de agua dulce Uruguay inferior. Dichos saltos es una catarata de alrededor de 10 metros de altura, que interrumpen durante cerca de 3 kilómetros el curso del alto río Uruguay, al sudeste del departamento San Pedro, en la provincia argentina de Misiones.

## Especies características
Posee unas 27 especies de peces endémicos, por ejemplo Diapoma pyrrhopteryx, Australoheros forquilha, Odontesthes yucuman, etc. Otras especies las comparte solo con la ecorregión de agua dulce inmediatamente aguas abajo, denominada «Uruguay inferior», por ejemplo Hoplias australis.